# Excel (Alabama)
Excel é uma cidade  localizada no estado americano do Alabama, no Condado de Monroe.

## Demografia
Segundo o censo americano de 2000, a sua população era de 582 habitantes.
Em 2006, foi estimada uma população de 602, um aumento de 20 (3.4%).

## Geografia
De acordo com o United States Census Bureau, a localidade tem uma área de 4,3 km², sem área coberta por água. Excel localiza-se a aproximadamente 128 m acima do nível do mar.

## Localidades na vizinhança
O diagrama seguinte representa as localidades num raio de 40 km ao redor de Excel.